# 勝谷太治
勝谷  太治(かつや　たいじ、Bernard Taiji Katsuya, 1955年12月2日-)は、日本のカトリック教会の聖職者でカトリック札幌司教区司教、日本カトリック正義と平和協議会責任司教。洗礼名は「ベルナルド」。

## 経歴
北海道室蘭市生まれ。1974年に北海道室蘭栄高等学校を卒業し、1979年に専修大学文学部で心理学の学位を取得。1985年に上智大学で神学を修め、1986年4月29日に司祭叙階。2013年6月22日にカトリック札幌教区司教に任命され、同年10月14日に藤女子大学講堂で岡田武夫大司教の主司式で駐日教皇庁大使のジョセフ・チェノットゥ大司教、前教区長地主敏夫司教等全国の現役司教と司祭62名の共同司式により司教に叙階された。2015年3月にはおしどりマコと飯館村住民の福島第一原発事故に関する手紙をアドリミナの折に教皇フランシスコに届けている。